# Itzling (Freising)
Itzling ist ein Ortsteil der Großen Kreisstadt Freising im oberbayerischen Landkreis Freising. Die Gemarkung Itzling erstreckt sich über Teile von Freising und Zolling und entspricht etwa der bis 1972 bestehenden Gemeinde.

## Lage
Der Weiler Itzling liegt an der südlichen Hangkante des Ampertals, etwa einen Kilometer östlich von Haindlfing. Jeweils etwa 1,5 km im Süden bzw. Südosten liegen Untergartelshausen und Tüntenhausen.

## Geschichte
Das Dorf wird erstmals im Jahr 957 unter dem Namen Izlingen urkundlich erwähnt. Der Name geht vermutlich auf einen Izilo zurück, der sich an dieser Stelle mit seiner Gefolgschaft niederließ.
Im 17. Jahrhundert war Itzling Teil der Hauptmannschaft Pettenbrunn. Im Zuge der Gemeindebildung nach dem Zweiten Gemeindeedikt kam das Dorf 1818 zur Gemeinde Haindlfing.
1842 lösten sich die Orte Itzling, Haidberg, Moos, Pettenbrunn und Untergartelshausen in einer einseitigen Erklärung von der Gemeinde Haindlfing los und bildeten eine neue Gemeinde Itzling. Am 27. September 1854 stellte das Landgericht Freising fest, dass der Zusammenschluss ohne höhere Genehmigung erfolgt sei und ordnete die Rückeingliederung an. Auf massive Proteste der Einwohner hin genehmigte das Bayerische Innenministerium am 10. Februar 1855 den Fortbestand der Gemeinde.
Erst im Rahmen der Gemeindegebietsreform verlor Itzling den Status einer politisch selbstständigen Gemeinde. Am 1. Juli 1972 wurde die Gemeinde aufgelöst. Die Ortsteile Itzling, Pettenbrunn und Untergartelshausen wurden in die Stadt Freising eingegliedert, das im Norden an der Amper gelegene Dorf Moos kam zur Gemeinde Zolling. Bereits Anfang der 1960er Jahre wurde der Gemeindeteil Haidberg wegen der Einrichtung des Standortübungsplatzes Freising abgesiedelt und zur Wüstung. Itzling ist seit seiner Eingemeindung durch einen Ortssprecher im Stadtrat vertreten. Dominikus Eisenmann bekleidete das Amt von 1972 bis 1996, seit 1996 war dies Peter Esterl. 2014 wurde Martin Maier zum Ortssprecher gewählt.